# VŠ Praha (basketbal)
VŠ Praha (celým názvem: Vysoké školy Praha) byl český ženský basketbalový klub, který sídlil v pražských Holešovicích. Jednalo se o farmářský a zároveň i rezervní klub USK Praha. Založen byl v roce 2008 z juniorky pražského USK. Zanikl v roce 2016 po jeho rozpuštění. Své domácí zápasy odehrával ve sportovní hale Královka s kapacitou 2 340 diváků. Klubové barvy byly oranžová a bílá.
Největším úspěchem klubu byla účast v EuroCupu sezóny 2012/13, kde došel až do osmifinále.

## Umístění v jednotlivých sezonách
Stručný přehled
Zdroj: 
- 2008–2009: 2. liga (1. ligová úroveň v České republice)
- 2009–2016: Ženská basketbalová liga (1. ligová úroveň v České republice)
- 2010–2012: Central Europe Women's League (mezinárodní soutěž)
- 2015–2016: Central Europe Women's League (mezinárodní soutěž)

Jednotlivé ročníky
Zdroj: 
Legenda: ZČ - základní část, červené podbarvení - sestup, zelené podbarvení - postup, fialové podbarvení - reorganizace, změna skupiny či soutěže
| Česko (2008 – 2016)  |                               |           |                  |                                       |          |
| Sezóny               | Soutěž                        | Úroveň    | ZČ               | Play-off, nadstavba, sk. o udržení... | Poznámky |
| 2008/09              | 2. liga                       | 2. úroveň | 5. místo         | Finále (prohra)                       | Postup   |
| 2009/10              | Ženská basketbalová liga      | 1. úroveň | 9. místo         | Baráž o udržení (výhra)               |          |
| 2010/11              | Ženská basketbalová liga      | 1. úroveň | 9. místo         |                                       |          |
| 2011/12              | Ženská basketbalová liga      | 1. úroveň | 4. místo         | Zápas o 3. místo (výhra)              |          |
| 2012/13              | Ženská basketbalová liga      | 1. úroveň | 5. místo         | Čtvrtfinále                           |          |
| 2013/14              | Ženská basketbalová liga      | 1. úroveň | 5. místo         | Čtvrtfinále                           |          |
| 2014/15              | Ženská basketbalová liga      | 1. úroveň | 8. místo         | Čtvrtfinále                           |          |
| 2015/16              | Ženská basketbalová liga      | 1. úroveň | 7. místo         | Čtvrtfinále                           |          |
| Celoevropské soutěže |                               |           |                  |                                       |          |
| Sezóny               | Soutěž                        | Úroveň    | ZČ               | Play-off, nadstavba, sk. o udržení... | Poznámky |
| 2010/11              | Central Europe Women's League | 1. úroveň | 5. místo (sk. A) |                                       |          |
| 2011/12              | Central Europe Women's League | 1. úroveň | ?. místo (sk. B) |                                       |          |
| 2015/16              | Central Europe Women's League | 1. úroveň | 3. místo (sk. A) |                                       |          |

## Účast v mezinárodních pohárech
Zdroj: 
| Výkonnostní úrovně                                                              |
| superpohár – Superpohár v basketbalu žen                                        |
| 1. výkonnostní úroveň – Pohár mistrů evropských zemí, Euroliga v basketbalu žen |
| 2. výkonnostní úroveň – Pohár Ronchettiové, EuroCup v basketbalu žen            |

Legenda: EL - Euroliga v basketbalu žen, PMEZ - Pohár mistrů evropských zemí, EC - EuroCup v basketbalu žen, SP - Superpohár v basketbalu žen, PR - Pohár Ronchettiové
- EC 2012/13 – Osmifinále